# 認知行動療法
認知行動療法（、英: cognitive behavioral therapy、略: CBT）は、従来の行動に焦点をあてた行動療法から、アルバート・エリスの論理療法や、アーロン・ベックの認知療法の登場により、思考など認知に焦点をあてることで発展してきた心理療法の技法の総称である。「認知行動療法」の用語は、アメリカ以外の国でしばしばアーロン・ベックの認知療法（Cognitive therapy）を指しているが、本項では本来の意味である総称としての認知行動療法の説明に力点を置く。哲学的には、古代ローマのストア派や仏教の影響を受けてはいるが、1950年代から1960年代の論理療法や認知療法に起源をもつ。共に、不適切な反応の原因である、思考の論理上の誤りに修正を加えることを目的としており、認知、感情、行動は密接に関係しているとされる。従来の精神分析における無意識とは異なり、観察可能な意識的な思考に焦点があり、ゆえに測定可能であり、多くの調査研究が実施されてきた。
認知行動療法は、うつ病、パニック障害、強迫性障害、不眠症、薬物依存症、摂食障害、統合失調症などにおいて、科学的根拠に基づいて有効性が報告されている。また自殺企図を半分程度に減少させる。専門家によって実施されるほかに、こうした技法はマニュアル化できるため、セルフヘルプ・マニュアルのように自身で行うこともできる。コンピューターCBTと呼ばれるパソコンプログラムとの対話も存在する。コンピューターCBTは、施術者の不足する地方で有用である。
また、行動療法の側面の強いのは強迫性障害に対する曝露反応妨害法や、心的外傷後ストレス障害（PTSD）に対する持続エクスポージャー療法である。後者のものは「トラウマに焦点化した認知行動療法（TF-CBT）」に含まれる。
第三世代の認知行動療法には、マインドフルネス認知療法、アクセプタンス&コミットメント・セラピーなどがあり、うつ病や不安だけでなく、疼痛にも効果が見られている。境界性パーソナリティ障害に特化された技法は弁証法的行動療法であり、これは瞑想の技法と認知行動療法を組み合わせたような構成である。

## 認知療法と認知行動療法の違い
認知療法（Cognitive therapy）の用語は、アーロン・ベックが開発した技法を指している。また、本記事で解説している認知行動療法（Cognitive Behavior therapy）は、本来は様々な技法の総称であるが、アメリカ以外の国でしばしばアーロン・ベックの認知療法を指している。認知療法研究所のジュディス・ベックは、イギリスでは認知療法を指して認知行動療法の語を使っているため、欧州では両者の違いを区別する必要がないのではと推定している。
さらに認知行動療法の用語は、認知および行動の理論に基づかないものまで総称されて指している場合がある。純粋な行動療法は、行動を取り扱うが、考えなど認知は重要な介入の対象ではなく、説明の対象でもない。同様に、認知の変化だけに焦点を当てていても認知行動的ではない。つまり、認知を取り扱ってそこに介入する場合に、認知行動的である。この場合、症状や機能不全な行動は、認知を介して生じているとみなされ、思考や信念が変化されることで改善されるとされている。

## 小史と各手法の紹介

スキナー箱。行動だけに焦点を当てた場合、認知的な解釈の不要な動物の行動の変容が客観的に観察できる。マウスがレバーを押すと餌が出る装置によって、マウスのレバーを押すという行動が強化されることが観察される。

1960年代初頭に「認知の革命」が出現し、初期には、エリスや、アーロン・ベック、マイケンバウム、マホニーなどは、行動的な手法の限界を指摘した。1970年代には、情報処理と学習に関する研究で著名なアルバート・バンデューラが認知の修正についての最初の影響力のあるテキストを公開し、自らを認知行動的な理論であるとする理論家が増えてきた。
同時代は1920年代から続いた行動主義に対して、1967年にナイサーが『認知心理学』という著作を公開し、新分野に名称を与え形作り、認知心理学が行動主義を引き継いでいった。当時は、行動主義はその行きすぎた傾向において、心という概念を抜きにして、客観的な心理学としての観察が可能であるとしたが、動物の行動を変化させる強化因子である、いわゆる賞と罰を決定する際に、生物学的欲求を満たすわけでもない強化因子が数多くあることや、賞と罰に関係なく子供が言語を獲得することなどについての自己矛盾を無視することができなくなった。。
行動療法や認知行動療法では、従来の精神分析のような高水準の抽象化は行われず、内省によって提供される情報に基づいているため、無意識や防衛機制といった精神分析の前提条件は除外されている。意識的な思考に焦点を当てているということである。
論理療法（Rational therapy）
論理療法はアルバート・エリスが1957年に提唱し、最初の認知行動療法であるとみなされている。彼の技法による目標は、不合理な信念（イラショナル・ビリーフ）を識別し、論理的な検討（つまり論駁）を通して修正することである。「治療に何年もかける必要はない」と述べ、時間のかかる手法（精神分析）に挑んだ。
認知療法（Cognitive therapy）
認知療法はアーロン・ベックが開発した。自動思考と呼ばれる、認知上の歪みを修正し、さらにスキーマと呼ばれる捉え方の根底的な部分にも焦点を当てる。
従来の行動と感情だけに焦点をあてたものから、思考や言語といった認知への焦点を加えた。
自己教示訓練（Self Instruction Training）
ドナルド・マイケンバウムによって1970年代に開発された。認知行動療法という名称が最初に現れたのは、ドナルド・マイケンバウムの著作のタイトルである。
問題解決療法（Problem-Solving Therapy）
D'ZurillaとGoldfriedが1971年に提唱した。
1980年代に、認知療法と行動療法を、認知行動療法へと積極的に統合したのはイギリスのポール・サルコフスキスであり、彼は強迫性障害の治療に応用した。精神分析の伝統が強迫性障害の治療に過去の記憶の抑圧に原因を求めてうまくいかなかったが、強迫観念に対して理性的な評価を下すための認知療法と、避けている者に徐々にさらす脱感作という行動療法とを結びつけた。

## 第三世代の認知行動療法
文脈的認知行動療法ともいう。認知の機能に注目し、マインドフルネスとアクセプタンスを重視しているという共通点があると指摘されている。
マインドフルネス認知療法（MBCT）
マインドフルネス認知療法は、瞑想の技法を取り入れ、自動生起する思考にとらわれることなく、あるがままの状態に集中するという訓練である。1979年に仏教的な実践を痛みの患者に応用したマインドフルネスストレス低減法（MBSR）を基として、1990年代にうつ病の治療のためにマインドフルネス認知療法（MBCT）へと変換された。他にアクセプタンス&コミットメント・セラピー（ACT）があり、これは受容という面に焦点を当てている。
弁証法的行動療法 （Dialectical Behavior Therapy：DBT）
弁証法的行動療法は、1980年代から90年代にかけてマーシャ・リネハンが境界性パーソナリティ障害に特化させて技法を開発し、感情が不適切だと感じたなら、正反対の行動をとることや、禅の技であるマインドフルネスという、自分の呼吸や、感情が生じては去っていくまでを行動せずにただ観察することといった、要素を持つ。その著作は、原著名で『境界性パーソナリティ障害の認知行動治療法』Cognitive-Behavioral Treatment of Borderline Personality Disorderである。

## アクセス
| 高強度 ｜ 低強度 | 個人CBT                                                                 |
| 高強度 ｜ 低強度 | 集団CBT                                                                 |
| 高強度 ｜ 低強度 | グループ単位の精神教育                                                  |
| 高強度 ｜ 低強度 | 支援付きセルフヘルプ （セラピストと共に実施）                           |
| 高強度 ｜ 低強度 | 支援なしセルフヘルプ （書籍、ワークブック、コンピュータプログラムなど） |

個人CBTの場合、30から60分ほどのセッションを1から2週間に1セッションを実施し、全体で5から20セッションほどとなる。合併のないうつ病や不安に対する、多くの認知行動療法は、12から16のセッションで終了する。パーソナリティ障害では、1年以上の時間がかかることも多い。

### セルフヘルプ
認知行動療法は、それぞれの問題に対応したセルフヘルプマニュアルが多数出版されている。そのため、自分で行うことが可能である。

### イギリスの心理療法アクセス改善
イギリスは、認知行動療法の普及を図り、軽症ではインターネットで認知行動療法を受け、中等度から精神科医が診察し、薬物療法は重症の場合に認知行動療法と併用できるようにした。ブレア政権の1997から2007年で、自殺率は15.2%減少した。軽中程度の患者に対しては根拠に基づいた心理療法が施され、経済協力開発機構(OECD)は、他国が参考にすべき先進的な精神保健制度を持っていると評している。

### 日本の保険制度
2010年4月より、うつ病など気分障害の患者を対象として、16回を限度として、認知療法・認知行動療法の健康保険が適用可能となっている。

## 科学的根拠との親和性
認知や行動は、精神分析とは異なり、現在利用可能な研究技術によって観察できるため、研究することができる。伴って、膨大な数の調査研究が行われてきた。

## 診療ガイドライン
イギリスやアメリカでは、うつ病と不安障害の治療ガイドラインで第一選択肢になっている。
統合失調症に対する認知行動療法は、アメリカ精神医学会の治療ガイドラインでも推奨されており、英国国立医療技術評価機構（NICE）は、すべての患者に推奨されるとしている。
世界保健機関のトラウマ後のケアに関するガイドラインは、抗うつ薬より優先して「トラウマに焦点化した認知行動療法」やEMDRを推奨している。
イギリスの境界性人格障害の診療ガイドラインは、繰り返される自傷行為の改善を優先する場合に弁証法的行動療法を推奨している。

## 有効性
薬物療法と効果は同等であり、効果の持続時間はそれ以上であることが承認されている。多くの臨床研究によりうつ病と不安障害に対して効果が高いというエビデンスがある。
精神病症状に対する認知行動療法（Cognitive Behavioral Therapy for psychosis:CBTp）は、34のランダム化比較試験と、いくつかのメタアナリシスによって、症状の重症度の有意な減少が見いだされており、また陰性症状や否定的な気分や社交不安の大幅に改善が見いだされている。統合失調症では、薬学的治療によっても25% - 55%は症状から完全には回復せず、4分の3は18カ月以内に薬を中断しているため、認知行動療法による介入が推奨される。
うつ病と不安に対するコンピューターCBT（CCBT）は、施術者が不足している地方、農村部や遠隔地において有用であり、都市部の人々に対するのと同等に有効であることを確認した。メタ分析によれば、先延ばし癖も認知行動療法では治療可能である。
コクラン共同計画によるシステマティックレレビューとメタアナリシスは、認知行動療法が自殺企図を半分程度に減少させることを見出した。

## 批判と疑問点
うつ病に対する抗うつ薬の臨床試験の場合、偽薬（有効成分が入っていない）の投与群でも症状がある程度改善するため、薬剤を服用しているという希望や期待によって否定的な思考が改善していることが示唆されている。プラセボ効果に詳しいアービング・カーシュによれば、追跡調査で効果に違いがあり抗うつ薬では治療をやめると再発しやすいが、認知行動療法では長期的にみると再発率が抗うつ薬よりも低い。認知行動療法の長期的効果研究については、患者も治療者も治療内容を認識している以上（これはどんな精神療法にも当てはまると言える）、治療急性期と同様に二重盲検が不可能であり認知行動療法の長期的効果研究法に大きな不備があると指摘されている。
2013年にダグ・ベルガーは、認知行動療法の前提においては否定的な思考という症状がうつ病の原因であるとされているが、医学や精神医学の中では症状が病気の原因になっている唯一の例だと指摘し、加えて（認知行動療法の研究の方法として）治療法を患者に対して二重盲検法によってランダムに割り振れないのではないかと疑問を呈している。たとえ二重盲検法を用いても、患者も治療者も否定的な思考の修正で積極的に取り組み、希望による期待によってバイアス（偏り）が生じる。また、研究の評価者は治療内容を認識していないが患者と治療者の両者が認識している単盲検（シングルブラインド）による効果の研究方法は、結果を歪ませてしまう。2010年のメタアナリシスによると、二重盲検法による研究よりも単盲検のほうが効果が大きく出ている。単盲検（シングルブラインド）の正式な定義は、患者のみが治療内容を認識している仕組みである。
その上でベルガーは、うつ病における試験では50%の改善にて反応したとして評価するので、心理的な苦痛を和らげてはいるもののうつの根本的な部分は実際に変わっていないと批判している。また「私はだめな人間」のような否定的な思考は抑うつ気分から生じているかもしれないが、治療者によって与えられる希望や支援によって緩和されるがそれでもなお苦痛は残っている（この改善率などの評価方法は、抗うつ薬の試験でも同様である）。心理療法の臨床試験の募集の際には既にバイアス（偏り）が生じており、心理療法に反応しないような重症のうつ病の者は臨床試験に採用されにくく、日常の臨床に適していないとも指摘している。
ゆえに、ベルガーは二重盲検されているとはみなされないとし、根拠に基づく（EBM）とは言えず、これまでのデータは「統制されていない研究結果」にすぎない、としている。さらにEBMでは、ランダム化比較試験（ランダムに割り付けられた二重盲検による試験）は、ランダム化比較試験が結合されたメタアナリシスについで証拠の強さが強い。
また、医薬品の単盲検試験では被験者に割付群を知らせないが、心理療法のランダム化比較試験 (RCT) における単盲検では効果の評価者に割付群を知らせないという違いがある。心理療法のRCTの問題を克服する手法も開発されており、評価者がブラインド化された研究では効果量が50% - 100%高く出ることもない。なお、抗うつ薬の二重盲検試験にも、副作用の有無によって医師と被験者に抗うつ薬と偽薬のどちらを投与したか見破られるという問題がある。
しかしながら、抗うつ薬では別の疑問が存在し、得られたデータを解析し、偽薬と比べて臨床的に意味のある差がないと判明している。
重度の症状が有る場合は、苦痛を伴う事が少なからず有る事で苦痛に耐えきれず中途で断念する人が少なからずいる（医薬品の試験でも同様であり、例えば、抗精神病薬の試験では「18カ月で」74%が、効果がないか副作用のため試験から脱落している）。抗精神病薬は統合失調症に用いられる。認知行動療法の主な対象であるうつ病において使われている抗うつ剤の脱落率は、「6週間（1か月半）で」、SNRI系抗うつ薬で26.1%, SSRI系で28.4%であるある。

## 資格
- 日本行動療法学会（現・日本認知・行動療法学会）
  - 認定行動療法士
  - 専門行動療法士
- 日本認知行動カウンセリング協会
  - 認知行動療法専門カウンセラー
  - 認知行動療法実践看護師